# Mikołaj z Wenecji
Mikołaj Chwałowic, Mikołaj z Wenecji, Diabeł Wenecki, Krwawiec (ur. ok. 1330, zm. między 15 maja a 14 września 1400) – senator wielkopolski, sędzia ziemski kaliski
Pochodził z rodu Nałęczów. Był synem Chwała Białego z Chomiąży. W latach 1365– 1377 sprawował urząd kasztelana nakielskiego. W 1381 roku król Ludwik Węgierski mianował go sędzią kaliskim. Mikołaj z Wenecji jako sędzia zasłynął z tego, że jako pierwszy wprowadził w polskim prawie rozróżnienie daty dokonania czynności prawnej i daty wystawienia dokumentu.
Ok. roku 1390 postawił murowany zamek na przesmyku między jeziorami Biskupińskim a Weneckim.
Mikołaj z Wenecji aktywnie uczestniczył w wojnie Grzymalitów z Nałęczami. Stojąc na czele swoich oddziałów wielokrotnie pustoszył dobra arcybiskupów gnieźnieńskich na Pałukach, przez co wszedł w konflikt z metropolitą Bodzantą. Z powodu bezwzględności wobec przeciwników politycznych nazywany był Krwawym Diabłem lub Diabłem weneckim.